# Андреу, Панайотис (футболист)
Панайотис Андреу (греч. Παναγιώτης Ανδρέου; род. 29 апреля 2006, Kalo Chorio Oreinis, Никосия) — кипрский футболист, полузащитник никосийской «Омонии».

## Карьера
Футбольную карьеру футболист начинал в структуре академии «Лемасия». В 2018 году футболист перешёл в никосийскую «Омонию», где продолжил выступать на юношеском и молодёжном уровнях. В сентябре 2022 года футболист в составе юношеской команды клуба в возрастной категории до 19 лет отправился выступать в юношескую лигу УЕФА. В мае 2023 года футболист стал подтягиваться к матчам с основной командой кипрского клуба. Дебютировал за клуб 28 мая 2023 года в матче кипрского чемпионата против ларнакского клуба АЕК, выйдя на замену на 80 минуте. По итогу сезона футболист вместе с клубом завершили чемпионат на итоговом шестом месте.
Новый сезон футболист начал 21 июля 2023 года с поражения за Суперкубок Кипра, где уступили лимасольскому «Арису». В июле 2023 года футболист вместе с клубом отправился на квалификационные матчи Лиги конференций УЕФА, где дошёл до третьего квалификационного раунда, однако на поле так и не вышел. Первый матч в сезоне футболист сыграл 4 февраля 2024 года против лимасольского «Аполлона», выйдя на замену на 71 минуте. В феврале 2024 года футболист подписал с клубом первый профессиональный контракт, рассчитанный до конца июня 2027 года.

## Международная карьера
В марте 2022 года футболист дебютировал за юношескую сборную Кипра до 16 лет. В октябре 2022 года футболист получил вызов в юношескую сборную Кипра до 17 лет для участия в квалификациях юношеского чемпионата Европы. Дебютировал за сборную футболист 1 ноября 2022 года в матче против сборной Гибралтара. В сентябре 2023 года футболист дебютировал за юношескую сборную Кипра до 19 лет в товарищеских матчах против сборной Армении. В ноябре 2023 года в составе сборной футболист отправился на квалификационные матчи юношеского чемпионата Европы.